# Euryphura aurimarginata
Euryphura aurimarginata är en fjärilsart som beskrevs av Suffert 1904. Euryphura aurimarginata ingår i släktet Euryphura och familjen praktfjärilar. Inga underarter finns listade i Catalogue of Life.